# 荻久保和明
荻久保 和明（おぎくぼ かずあき、1953年3月8日 - ）は、日本の作曲家、指揮者。東邦音楽大学特任教授。日本の合唱界を代表する合唱作曲家。

## 人物・来歴
埼玉県に生まれる。埼玉県立川越高等学校の音楽部に所属して男声合唱を行うかたわら、ピアノ伴奏を務めていた。音楽部の顧問として、第31回（1964年）NHK全国学校音楽コンクール全国優勝、第32回（1965年）準優勝、結果1964年から1968年に同NHKコンクール5年連続全国大会出場（当時は全国で10校のみ）の成績を残した名物教諭で、東京音楽学校（現：東京芸術大学）作曲科卒の経歴を持つ牧野統に、ピアノと作曲を師事した。
高校3年生在学中に処女作として、サトウハチロー作詞「おかあさん」に曲をつけた男声合唱組曲を書き上げ、1970年秋に同校音楽部の第20回定期演奏会にて披露した。自ら演奏したピアノ伴奏に将来性が高く感じ取られ、好評であったという。
その後東京芸術大学に入学、同大学院作曲研究科を修了。在学中島岡譲、矢代秋雄、間宮芳生、野田暉行に作曲を、丸山徹薫、クロイツァー豊子にピアノを師事。1976年、「2つのオーケストラのためのレインダンス」にて、第45回毎日音楽コンクール作曲部門第1位を受賞。
1978年（昭和53年）度文化庁芸術祭参加作品として委嘱された混声合唱曲「季節へのまなざし」によって、合唱界での知名度が高まる。自身のライフワークとして縄文シリーズ（後述）を挙げている。
1987年に混声合唱団コールクライスを結成し、指導に当たっている他、数多くの合唱団の客演指揮者を務めている。教育活動でも多くの功績を残し、優秀な門人を多数輩出している。最も有名な弟子に、2010年度武満徹作曲賞第2位を受賞した難波研がいる。

## 代表作

### 管弦楽
- 霊山院にて
- Cosmos for Orchestra
- 交響曲

### 吹奏楽
- カタストロフィー
- 栄光の讃歌 -輝けるもののために-（混声合唱つき）

### 室内楽・器楽
- 黒い典礼（パーカッションアンサンブル）
- ピアノソナタ第1番、第2番
- 季節への贈りもの（ピアノ）
- すーぶにーる（ピアノ独奏、および連弾）
- 陽のかなしみ（ピアノ）
- メリーゴーランド（ピアノ連弾）
- ヴァイオリン独奏の為の あやとりの記（ヴァイオリン）
- MASS IN BLACK（パーカッション）

### 合唱
- 混声合唱組曲『IN TERRA PAX - 地に平和を』

#### 縄文シリーズ
荻久保の合唱作品の中で特に重要な位置を占めている作品群。すべて宗左近の詩による。
- 縄文三部作
  - 混声/男声合唱組曲「縄文」（1979/1983）：混声は音楽之友社刊、オーケストラ版あり
  - 混声合唱及びピアノと打楽器のための「花祭り縄文」（1985）
  - 2群の男声合唱及びピアノと打楽器のための「縄文“詩篇”」（1995）：「花祭り縄文」改作
  - 2群の男声合唱及びピアノと打楽器のための「祈りの炎」（1995）：「縄文“詩篇”」抜粋
  - 2群の男声合唱・ピアノ・打楽器のための「黙示録・縄文」（1999）：演奏時はatacca.で「縄文」1曲目「透明」を演奏する指示がある
- 番外編
  - 男声合唱曲「炎える母」（1980）
  - 男声/混声合唱とピアノ/オーケストラのための「縄文ラプソディー」（1987/2008）
  - 男声/混声合唱組曲「縄文“愛”」（1992/2014）：男声は音楽之友社刊

#### ミサ曲
- 女声のためのミサ曲第1番「復活」（1985）：音楽之友社刊
- 女声/男声/混声合唱のための「ミサ曲第2番“オラショ”」（1996/1996/2012）：女声はカワイ出版刊
- 少年少女（女声）のためのミサ曲第3番「天使の詩」（1997）：音楽之友社刊
- 男声/混声合唱とピアノのためのミサ曲第4番「炎上」（2001/2006）：宗左近作詩、男声は音楽之友社刊

#### その他の組曲・曲集
- 混声/男声合唱曲「季節へのまなざし」（1978/1981）：伊藤海彦作詞、音楽之友社刊
- 無伴奏女声・同声合唱のための「なつかしいうた」（1980～）：音楽之友社刊
- ラテン語の典礼文のための「レクイエム」（1981）
- 混声合唱のための組曲「復活」（1982）：鶴見正夫作詩、音楽之友社刊
- 男声/混声合唱曲集「ゆうべ、海を見た。」（1982/1985）：落合恵子作詩、混声は音楽之友社刊
- 女声/混声/男声合唱とピアノのための組曲「しゅうりりえんえん」（1984/1986/2006）：石牟礼道子作詩、音楽之友社刊（男声を除く）
- 女声・児童/男声/混声合唱とピアノのためのファンタジー「あやとりの記」（1985/1994/1996）：石牟礼道子作詩、音楽之友社刊(男声以外)
- 混声合唱曲集「鳥の歌」10のスペイン民謡より（1987）：村田さち子訳詞、音楽之友社刊
- 「まざあ・ぐうす組曲」（1988）：北原白秋訳詩、カワイ出版刊
- 女声・児童/男声/混声合唱組曲「あんぱるぬゆんた」（1989/1996/1997）：代田昇作詩
- 混声/女声/男声合唱組曲「IN TERRA PAX」（1990/1992/1992）：鶴見正夫作詞、音楽之友社刊
- 女声合唱組曲「花をたてまつる」（1991）：石牟礼道子作詩、カワイ出版刊
- 混声/女声合唱とピアノのためのフォーレ名曲集「ELEGY」（1991/1992）：女声は音楽之友社刊
- 混声合唱組曲「How old am I?」（1992）：吉原幸子作詩、カワイ出版刊
- 女声（少年少女）合唱組曲「フランチェスコ」（1993）：はらだたけひで作詩、音楽之友社刊
- 女声合唱組曲「サバンナ」（1996）：風戸強作詩、音楽之友社刊
- 無伴奏男声合唱のための「幻の雪」（1996）：草野心平作詩
- 女声合唱とピアノのための組曲「やさしさの日」（1999）：野田優作詩、音楽之友社刊
- 混声合唱のための「世の終わりのための2つのモテット」（2001）：カワイ出版刊
- 男声合唱組曲「八月十五夜の笛吹き」（2001）：阿久悠作詩、キックオフ刊
- 男声合唱とピアノのための「火の聖女Ⅰ」（2003）：森英介作詩
- 「ぱらいぞ」for children chorus（2003）
- 混声3部/混声/女声合唱組曲「サハラ」（2005）：園田恵子作詞、原題「砂の民の物語」、平成9年度NHK全国学校音楽コンクール中学校の部課題曲「砂丘」を含む、正進社刊
- 混声合唱とピアノのための「光と共に光の中を」（2010）：吉津隆勝作詩、音楽之友社刊
- 混声合唱組曲「小さないのち」（2011）：みずかみかずよ作詩、教育芸術社刊
- 混声合唱とピアノのための「すばらしいあした」（2013）：門倉詇作詩、音楽之友社刊
- 桶川西中学校ふれあい講演会(2024)

#### 単曲
- 教育音楽委嘱
  - 甃のうへ
  - 旅の鳥
  - 幼い日の友に（未出版の男声版も存在する）
  - 旅のこころ
  - かえるのたいそう
  - おやすみ くまのこ
  - うるわしの月
  - 鐘のなる街
  - 生まれた街
  - ふるさとのメロディー
  - めぐる季節の中で
  - 太郎は知った
  - ろんるんらんぼん
  - ラプ・ラプ
  - 生まれあわせて
  - たたかいのときがきた
  - 二つの無伴奏合唱曲

- 教育芸術社委嘱
  - 大雪山
  - 谷間は知っている若者の叫びを
  - Kyrie
  - Loveと夢と幻
  - スクランブル—交差点—
  - 花・想
  - たそがれ
  - アルカンシェル
  - トートーガナシ
  - 花のこえ
  - 千の花／ミル・フィオレ
  - 水底の花
  - ペリカン
  - 風にのせて
  - 刺し殺された白鳩と噴水
  - たったいまの うた
  - こころには森がある パシュラル先生のはるかな旅
  - 電話をちょうだい
  - あふれるHappy
  - 地球の正午

- それ以外のもの
  - たびびとのうた
  - むらさきの花
  - 白い道
  - 音楽

## 校歌・団体歌等
- ふじみ野市立上野台小学校校歌『光あれ』：作詞も担当
- 小川町立東小川小学校校歌『生れた街』：作詞も担当
- 鶴ヶ島市立藤小学校校歌『鐘の鳴る街』：作詞も担当
- 鶴ヶ島市立新町小学校校歌
- 鶴ヶ島市立栄小学校校歌：作詞も担当
- 桶川市立桶川西中学校校歌
- 狭山市立新狭山小学校校歌
- 坂戸市立千代田小学校校歌
- 東松山市立新宿小学校校歌
- ときがわ町立都幾川中学校校歌
- 飯能市立美杉台中学校校歌
- 川越市立砂中学校校歌（作詞：宮沢章二）
- 川越市立寺尾中学校校歌（作詞：宮沢章二）
- 坂戸市立北坂戸中学校校歌
- 星野学園中学校・星野高等学校第二校歌
- 埼玉県立狭山経済高等学校校歌
- 埼玉県立大井高等学校校歌
- 新潟県立村上中等教育学校校歌
- 埼玉県立川越特別支援学校校歌
- 自治医科大学校歌：曲補作・編曲
- ときがわ消防団団歌
- 埼玉県立少年自然の家所歌